# Lycianthes neesiana
Lycianthes neesiana är en potatisväxtart som först beskrevs av Wallich och Christian Gottfried Daniel Nees von Esenbeck, och fick sitt nu gällande namn av D'arcy och Z. Y. Zhang. Lycianthes neesiana ingår i Himmelsögonsläktet som ingår i familjen potatisväxter. Inga underarter finns listade i Catalogue of Life.